# José Dirceu
José Dirceu (Passa Quatro, 1946. március 16. –) brazil ügyvéd. Az 1960-as években egy lázadó csoport tagja volt, majd száműzetésba került. 1980-tól volt ismét aktív a politikában, 2003 és 2005 között Luiz Inácio Lula da Silva kormányának volt a tagja, de korrupciós vádak miatt távozott.